# Прометей (баскетбольний клуб)
Баскетбольний клуб «Прометей» — баскетбольна команда, що представляє  смт Слобожанське, Дніпропетровської області.

## Історія
Спортивний клуб «Прометей» був створений у вереснi 2018 року меценатами і бізнес-партнерами Володимиром Дубинським та Павлом Чухно. Приорітетними напрямками спортивного клубу —  був розвиток баскетболу та волейболу. Ідея створення нового баскетбольного клубу одразу ж отримала підтримку з боку ФБУ.
Президентом Федерації Михайлом Бродським та керівництвом «Прометея» було заплановано, що в сезоні 2018—2019 новостворена команда вже дебютує у Вищій лізі (другому за ієрархією баскетбольному турнирі України). У найкоротші терміни була проведена масштабна робота з підбору персоналу, менеджменту клубу, формування тренерського штабу та складу команди.
Географично команда представляла місто Кам'янське, що на Дніпровщині. Спортивним директором баскетбольного клубу став  Кирило Большаков, який мав досвід тренерської роботи з багатьма чоловічими та жіночими командами України. До свого переїзду в Кам'янське він успішно працював в Італії.
Головним тренером було назначено Дмитра Маркова, який мав досвід роботи в  юнацьких та молодіжних збірних України різного віку, а також в БК «Дніпро».

### Сезон 2018—19
На своє перше тренування «Прометей» зібрався 17 вересня 2018 року, фактично за три тижні до старту чемпіонату у Вищій лізі. У дебютному сезоні кольори нового клубу захищали такі баскетболісти: захисники Супрiм Ханнах, Ярослав Кадигроб, Сергій Алфьоров, Сергій Старцев, Мартез Волкер, Андрій Гуцалюк, Андрій Кобець, Олексій Чигринов, форварди Олександр Місяць, Макс Конате, Андрій Куліш, Ігор Крiвцов, Віталій Мальчевський, Юрій Лохманчук та центровий Сергій Загреба.
«Прометей» був включений в східну групу, а його суперниками стали 8 колективів: «Ніко-Баскет» (Миколаїв), «Золотий Вік» (Кропивницький), «СумДУ» (Суми), «Кремінь» (Кременчук), «Харківські Соколи», «Дніпро-2-ДВУФК», «Кривий Ріг» та МБК «Маріуполь».
Свій історичний перший офіційний матч кам'янчани провели 6 жовтня 2018 року в Кропивницькому проти місцевої команди БК «Золотий Вік», та гра закінчилась перемогою гостей —  86:80.
У четвертому турі «Прометей» вперше поступився в Маріуполі, проте потім  видав серію з 28 перемог поспіль. На другому етапі чемпіонату була утворена вісімка з квартетів кращих команд західної і східної зон. Кам'янчани зустрічалися виключно з тими командами, з якими ще не проводили ігор на першому етапі («Тернопіль-ТНЕУ», БК «Рівне-ОШВСМ», «Старий Луцьк-Університет» та «Хімік-2»). У 16-ти матчах вони зазнали лише однієї гостьової поразки від «Тернополя-ТНЕУ».
У плей-оф «Прометей» в півфінальній серії переміг «Хімік-2» (85:58, 88:77), а у фіналі - БК «Рівне-ОШВСМ» (88:55, 85:70, 89:55). Таким чином в своєму першому ж сезоні, титани стали найсильнішою командою Вищої ліги
Відносно вдалим виявився дебют для «Прометея» і в Кубку України. Спочатку кам'янчани в  протистоянні з двох матчів виявилися сильнішими за «Черкаських Мавп-2» та «Говерлу». В 1/8 фіналу суперником підопічних Дмитра Маркова став  представник Суперліги - БК «Одеса». На своєму майданчику «Прометей» поступився 80:85 і хоч потім в Одесі переміг з рахунком 85:83, але цієї перемоги виявилося недостатньо аби пробитися в чвертьфінал.

### Сезон 2019—2020
14 травня 2019 року в Києві представники ФБУ провели нараду з президентами і керівниками дев'яти українських клубів, на якій Михайло Бродський, заявив про розширення Суперліги  за рахунок включення до неї «Прометея».
У літнє міжсезоння керівництвом клубу була проведена активна трансферна кампанія. На посаду головного тренера був запрошений авторитетний латвійський фахівець Карліс Муйжнієкс.
Серед гравців що виступали за команду в сезоні 2018—2019, на новий сезон в клубі залишились лише Макс Конате, Олександр Місяць, Ігор Крiвцов та Віталій Мальчевський.
Склад «Прометея»  поповнили одразу чотири американських легіонера:  Ренді Кулпеппер, центровий Майкл Маєрс, бігмен Джейлон Міллер та Малiк Трент, який був найрезультативнішим гравцем Суперліги в попередньому cезоні. Окрім легіонерів до команди доєдналися досвідчені українські гравці: Денис Лукашов, який виступає за національну збірну України, та  Ілля Сидоров з Олександром Антиповим, які ставали чемпіонами країни у складі «Хіміка».
На передсезонній зустрічі з командою керівництво клубу поствило задачу на сезон у вигляді потрапляння в четвірку найсильніших команд ліги за підсумками сезону та подальшу участь в єврокубках. Свій дебютний матч в Суперлізі «Прометей» провів 28 вересня 2019 року в рідному спорткомплексі проти БК «Запоріжжя» та переміг з рахунком — 98:89.
На початку березня після програнного на останніх секундах матчу в Миколаєві, відбулась відставка Карліса Муйжнієкса. Виконуючим обов'язки головного тренера став Кирило Большаков, але жодного матчу під керівництвом нового тренера «Прометей» не встиг провести через дострокове завершення чемпіонату під час пандемії коронавірусу Підсумкові місця за командами були закріплені згідно турнірного положення на момент зупинки. Чемпіоном країни був оголошений БК «Дніпро», срібні медалі виграв «Київ-Баскет», а бронзові медалі отримав «Прометей», який на момент завершення чемпіонату виграв 16 ігор з 24-х.
У Кубку України команда не зуміла потрапити до Фіналу Чотирьох. В 1/8 фіналу вона обіграла представника вищої ліги БК «Новомосковськ». В 1/4 фіналу, як і в минулому сезоні,  жереб визначив для  «Прометея» у суперники БК «Одесу».  У першому поєдинку на своєму майданчику кам'янчани поступилися шість очок, а в Одесі в основний час зуміли відіграти цю різницю. В овертаймі путівку в фінал все ж завоювали одесити.
Після закінчення сезону ФБУ визначила  кращих гравцiв в різних амплуа. У результаті кращим захисником Суперліги став капітан «Прометея» Денис Лукашов, а кращим центровим - Майкл Маєрс. Крім того, Денис Лукашов увійшов в історію «Прометея» як перший гравець клубу, який захищав честь національної збірної України в офіційних матчах. Це сталося у відбіркових матчах збірної до Євро-2021 проти команд Австрії та Угорщини.
На початку лютого одразу 4 гравці «Прометея»: Денис Лукашов, Макс Конате, Майкл Майєрс та Ілля Сидоров брали участь у Матчі зірок Суперліги-2020. Ілля Сидоров взяв участь у конкурсі майстерності,  Конате та Майєрс – у конкурсі данків, а Денис Лукашов змагався у конкурсі снайперів, посівши у ньому 3 місце.

### Сезон 2020—2021
В міжсезоння 2020 року був підписан контракт з новим головним тренером, яким став Віталій Черній, що мав досвід роботи в клубах Суперліги та національної збірної України. Новачками клубу стали: центровий В'ячеслав Петров, форвард Олександр Бєліков, захисник Максим Луценко, а також американські легіонери Ді Джей Стефенс і Маркіз Рід.
За два тижні до старту чемпіонату склад «Прометея» поповнив досвідчений  захисник збірної України Олександр Липовий, який повернувся в українську суперлігу після кількох років виступів за клуби Греції.
Протягом декількох місяців нового сезону команді не вистачало стабільності Ще в 2020 році клуб розлучився з Маркізом Рідом, а на його позицію атакуючого захисника був придбаний Рашад Вон, снайпер з досвідом гри в НБА. Передня лінія була укріплена досвідченим Шоном Евансом.
У дебютному Кубку Європи ФІБА «Прометей» без поразок пройшов груповий етап, обігравши  на шляху український «Київ-Баскет», болгарський «Рiлськi Спортист» і австрійський «Капфенберг». На стадії 1/8 фіналу кам'янчани поступилися бельгійському «Монсу».
Після гостьової поразки в Южному в рамках Суперліги відбулися зміни на тренерському містку команди: Віталія Чернія змінив ізраїльський фахівець Ронен Гінзбург. Під його безпосереднім керівництвом клуб здобув 7 перемог в 9 матчах регулярного чемпіонату, які залишалися до старту плей-оф.
В чвертьфіналі титани виграли серію (3:0)у южненського «Хіміка»,  завдяки двом домашнім перемогам (82:69 і 91:79) і однієї гостьовий (81:63).
Півфінальна серія проти «Дніпра» вийшла однією з найбільш цікавих на всій стадії плей-оф. Почав її «Прометей» гостьовою невдачею (63:72), але потім зумів зрівняти рахунок серії на виїзді у Дніпрі (98:85). Після двох необхідних перемог на своєму майданчику (89:53 і 86:79) кам'янчани забеспечили собі історичний вихід у фінал.
У фіналі «Прометей» зустрівся з БК «Запоріжжя». У Кам'янському були здобуті дві впевнені перемоги (85:57 і 79:54), а 14 червня в Запоріжжі оформив собі перше історичне золото суперліги.

### Сезон 2021—2022
Влітку 2021 року клув офіційно змінив свою прописку та з Кам'янського переїхав в селище міського типу Слобожанське.
Сезон 2021—22 розпочався  з кваліфікації Ліги чемпіонів.
В столиці Болгарії Софії українська команда завоювала путівку в груповий раунд, ставши при цьому першою українською командою яка подолала стадію кваліфікації. На шляху до групового раунду Лiги «Прометей» в чвертьфіналі кваліфікації перемiг болгарский «Левські Лукойл» - 96:56. У півфіналі був сильнішим за чеську «Опаву» - 100:76, а 18 вересня 2021 року в фінальному матчі кваліфікації переміг російську «Парму» - 67:65.
Через чотири дні після цього історичного успіху «Прометей» в ранзі чинного чемпіона України  обіграв володаря Кубка країни київський «Будівельник» - 104:99 та  став володарем Суперкубка України.  MVP матчу став Ілля Сидоров.
У регулярному чемпіонаті Суперліги команда виграла 25 матчів поспіль. У Лізі Чемпіонів підопічні Ронена Гінзбурга здобули перемоги над італійським «Сассарі» (двiчi) та німецьким «Людвігсбургом» та вийшли в серії плей-ін ігор проти ізраїльського "Хапоель Єрусалиму". У першому матчі українська команда поступилася 25 очками. У другому поєдинку одержала перемогу, завдяки влучному триочковому кидку від Кріса Доу на останній секунді овертайму. Через день «Прометей» на виїзді виграв вирішальний матч серії та увійшов до ТОП-16 команд Ліги Чемпіонів.
Однак продовжити виступи в турнирі команді не вдалось через  повномасштабне вторгнення Російської Федерації на територію України. Орім успихів в Лізі Чемпіонів, на той час «Прометей» посідав перше місце в турнірній таблиці Суперліги та вийшов до Фіналу чотирьох Кубку України.
5 березня 2022 року президент клубу Володимир Дубинський оголосив про розпуск усіх команд СК Прометею та відмову від подальшої участі  команди у Лізі чемпіонів.

### Сезон 2022—2023
Влітку 2022 року БК «Прометей» заявився у два нові для себе турніри Єврокубок та ЛЕБЛ. Через війну РФ проти України клуб змушений був проводити домашні матчі поза межами України і місцем свого базування обрав столицю Латвії — Ригу.
БК «Прометей» знову підписав контракти з шістьма гравцями, які виступали за команду минулого сезону — Денисом Лукашовим, Олександром Липовим, Іллею Сидоровим, Вячеславом Петровим, Ді Джеєм Кеннеді та Ді Джеєм Стефенсом. Також до команди прийшли висококласні легіонери Калеб Агада, Онджей Балвін, Джиан Клавелл, Дастін Хог, а також гравці збірної України Іссуф Санон та Іван Ткаченко.
З 1 по 11 вересня 2022 року Санон та Ткаченко разом з Денисом Лукашовим та Іллею Сидоровим у складі національної збірної України взяли участь у ЄвроБаскеті-2022. Іссуф Санон був другим у збірній за кількістю очок у середньому за гру (12,2) і третім за передачами (3,2). Денис Лукашов став другим асистентом збiрної (у середньому 4 передачi за гру).
У Латвійсько-Естонській лізі «Прометей» домінував впродовж всього сезону, здобувши 29 перемог у 30 матчах першого етапу та впевнено вийшов у плей-оф. В чвертьфінальній серії плей-оф до двох перемог, українська команда переграла естонський клуб «Віймсі/Спортленд». У першому домашньому матчі «Прометей»  обігравши суперника з рахунком 91:69. Натомiсть у Віймсі сильнішим був вже естонський клуб. Коли серія повернулася до Риги, «Прометей» здобув непросту перемогу – 59:57.
Фінал чотирьох ліги проходив у Таллінні. «Прометей» спочатку обіграв «Тарту Юлікоол» (89:67), а у фінальному матчі — ризький ВЕФ (77:62). Гравця БК «Прометей» Джиана Клавелла було визнано MVP сезону.
Старт дебютного для себя турнiру Єврокубку вийшов для українців непростим: у перших 7 турах команда здобула лише три перемоги. Натомість пізніше «Прометей» став автором  переможної серії, що нараховувала 11 матчiв поспіль. Груповий раунд титани завершили з 14 перемогами та 4 поразками. До плей-оф «Прометей» вийшов з першого місця в групі А, завдяки чому команда отримала перевагу свого майданчика одразу у трьох вирішальних раундах турніру.
У 1/8 та 1/4 фіналу український клуб послідовно переміг «Тауерс Гамбург» з Німеччини (87:79) та «Промітеас Патри» з Греції (80:57), але програв в півфіналі турецькому «Тюрк Телекому»– 74:76
Півфінал Єврокубку став повторенням найкращого досягнення в історії українських клубів у цьому турнірі, яке до цього належало київському «Будівельнику». Нападник слобожанчан Ді Джей Стефенс за підсумками голосування вболівальників, журналістів, головних тренерів і капітанів команд-учасниць Єврокубку  потрапив до першої символічної п'ятірки турнiру.
Влітку 2024 року спортивне товариство Прометей, включаючи баскетбольні та волейбольні команди, припинило свою діяльність. Основною причиною цього стали судові проблеми, які розпочались у президента Володимира Дубінського та його компанії.

## Досягнення

### Україна
- Суперліга України
  -  Чемпіон: 2020—21.
  -  Бронзовий призер: 2019—20.
- Кубок України
  -  Фіналіст: 2023—24.
- Суперкубок України
  -  Переможець: 2021.
- Вища Ліга України
  -  Переможець (2): 2018—19, 2023—24.

### Європа
- Латвійсько-естонська ліга
  -  Чемпіони (2): 2022—23, 2023—24
- Єврокубок
  - Півфіналісти: 2022—23
  - Чвертьфіналісти: 2023—24

## Сезон за сезоном
| Чемпіон | Фіналісти | Піднялися у класі | Вийшли у плей-оф |

| Прометей Кам'янське |                           |   |    |    |      | |                                                                         | |                               |
| 2018–19             | Вища ліга                 | 1 | 26 | 2  | .929 | Півфінали: (Хімік-2), 2–0 Фінал: (Рівне), 3–0                                                                             | 1/16 фіналу: Говерла, 73–52; 102–61 1/8 фіналу: Одеса, 80–85; 85–83     | – | Дмитро Марков                 |
| 2019–20             | Суперліга                 | 3 | 16 | 8  | .667 | Скасовано у зв'язку із пандемією COVID-19                                                                                 | 1/16 фіналу: Новоморськ, 105–62; 115–55 1/8 фіналу: Одеса, 70–76; 90–85 | – | Карліс Муйжіекс               |
| 2020–21             | Суперліга                 | 1 | 27 | 13 | .675 | 1/4 фіналу: Хімік, 82–69; 91–79; 81–63 Півфінал: Дніпро, 62–73; 98–85; 89–53; 86–79 Фінал: Запоріжжя, 85–57; 79–54; 88–83 | 1/8 фіналу: Кривбас, 92–63; 115–77 Чвертьфінал: Будівельник, 66–72      | Кубок Європи ФІБА: Груповий етап: 1 місце 1 матч: Київ-Баскет, 72–66 2 матч: Рильскі Спортіст, 89–76 3 матч: Капфенберг, 64–58 1/8 фіналу: Монс, 81–88 | Віталій Черній Ронен Гінзбург |
| 2021–22             | Суперліга                 |   | 25 | 1  | .962 | |                                                                         | Ліга чемпіонів: Кваліфікація: 1 кв. раунд: БК Левскі Софія, 96–56 2 кв. раунд: БК Опава, 100–78 3 кв. раунд: Парма, 67–65 Груповий етап: 3-є місце 1 матч: Леново Тенеріфе, 64–86 (Д) 2 матч: Різен Людвігсбург, 70–73 (Д) 3 матч: Динамо Сассарі, 87–79 (В) 4 матч: Леново Тенеріфе, 78–80 (В) 5 матч: Динамо Сассарі, 89–56 (Д) 6 матч: Різен Людвігсбург, 71–60 (В) | Ронен Гінзбург                |
| 2022–23             | Латвійсько-естонська ліга | 1 | 29 | 1  | .967 | 1/4 фіналу: Віймсі, 91–69; 105–107; 59–57 Півфінал: Тарту Улікоол, 89–67 Фінал: ВЕФ Рига, 77–62.                          |                                                                         | Єврокубок: 1/8 фіналу: Гамбург, 87–79 1/4 фіналу: Промітеас, 80–57 Півфінал: Тюрк Телеком, 89–67 | Ронен Гінзбург                |
| 2023–24             | Латвійсько-естонська ліга | 1 | 26 | 4  | .867 | 1/4 фіналу: БК Огре, 97–82; 90–82; Півфінал: ВЕФ Рига, 77–66; 87–66; Фінал: БК Калев/Крамо, 91–83.                        | Півфінал:Київ-Баскет, 89–82 Фінал: Дніпро, 64–65;                       | Єврокубок: 1/8 фіналу: Аріс, 95–67 1/4 фіналу: Бург, 82–95 | Ронен Гінзбург                |

## Тренери
- Дмитро Маркович (2018—2019)
- Карліс Муйжнієкс (2019—2020)[7]
- Віталій Черній (2020—2021) [8]
- Ронен Гінзбург (2021—2024)[9]